# Calau-de-ruaha
O calau-de-ruaha, ou calau-de-bico-vermelho-da-tanzânia (Tockus ruahae) é uma espécie de calau africano da família Bucerotidae, que ocorre na Tanzânia. 

## Taxonomia
Esta espécie resulta de uma divisão do calau-de-bico-vermelho em cinco espécies distintas, contudo esta divisão não é reconhecida por todas as autoridades.